# Juan Manuel de Ayala
Juan Manuel de Ayala y Aranza (28 décembre 1745 – 30 décembre 1797) est un officier de la marine espagnole qui a joué un grand rôle dans l'exploration de la Californie. 
À bord du Sonora et du Santiago, lui et l'équipage furent les premiers Européens à entrer dans la Baie de San Francisco le 5 août 1775.

## Biographie
Ayala est né à Osuna en Andalousie (Espagne). Il entre dans la marine espagnole en septembre 1760 et atteint le grade de capitaine en 1782. 
Il est le découvreur de l'île d'Alcatraz (1775).